# Trubín
Trubín je obec v okrese Beroun ve Středočeském kraji. Leží severozápadně od Králova Dvora, na okraji CHKO Křivoklátsko. Žije zde 584 obyvatel.

## Poloha
Leží v údolí Počapelského potoka (jižně od vsi) a Trubínského potoka (protékajícího centrem vsi v její severní části), jeho levostranného přítoku od Svaté, při silnici III/2363 z Králova Dvora-Počapel do Svaté, asi 5 km západně od Berouna. Jádro vsi s kapličkou, návsí, obecním úřadem a pomníkem obětí 1. světové války leží při ulici, která vede souběžně s hlavní silnicí asi 0,2 kilometru severněji.
S katastrálním územím Trubín sousedí na západě a jihu části Králova Dvora Zahořany, Počaply a Levín, na jihozápadě zdická část Černín, na západě obec Svatá a na severu obec Trubská.
Na západní až severovýchodní straně se nad Trubínem tyčí pásmo kopců: západněji listnatými stromy porostlý hřbet Dubová (445 metrů), z nějž vybočuje směrem ke vsi Trubínský vrch (370 metrů), jehož jižní úbočí je chráněno jako přírodní památka, severně směrem k Trubské leží obdělávaný hřbet Hranice, severovýchodně obdělávaná pole Na zadních borech (Na bořích). Na východě směrem k Počaplům směřuje lesní pásmo V hájku, které patří k Počaplům. Severozápadní část obce včetně Trubínského vrchu spadá do CHKO Křivoklátsko.

## Historie
První písemná zmínka o vesnici pochází z roku 1125[zdroj⁠?!] či již z 11. století, osídleno však bylo její území už v době bronzové.
Ves v průběhu historie několikrát vyhořela. V 11. století patřila vesnice ostrovskému klášteru, poté dalším církevním subjektům, Václav II. ji daroval vesnici královskému městu Berounu. Kolem roku 1460 ji Václav IV. přičlenil pod královské hrady Točník a Žebrák. Císař Ferdinand roku 1557 prodal panství Janu z Lobkovic. Za povstání proti Rudolfovi II. však Lobkovicům majetek propadl a Trubín byl připojen ke královskému Královu Dvoru.
V obci Trubín (380 obyvatel) byly v roce 1932 evidovány tyto živnosti a obchody: cihelna, 2 hostince, konsum Včela, kovář, lom, 3 obchody se smíšeným zbožím, trafika.

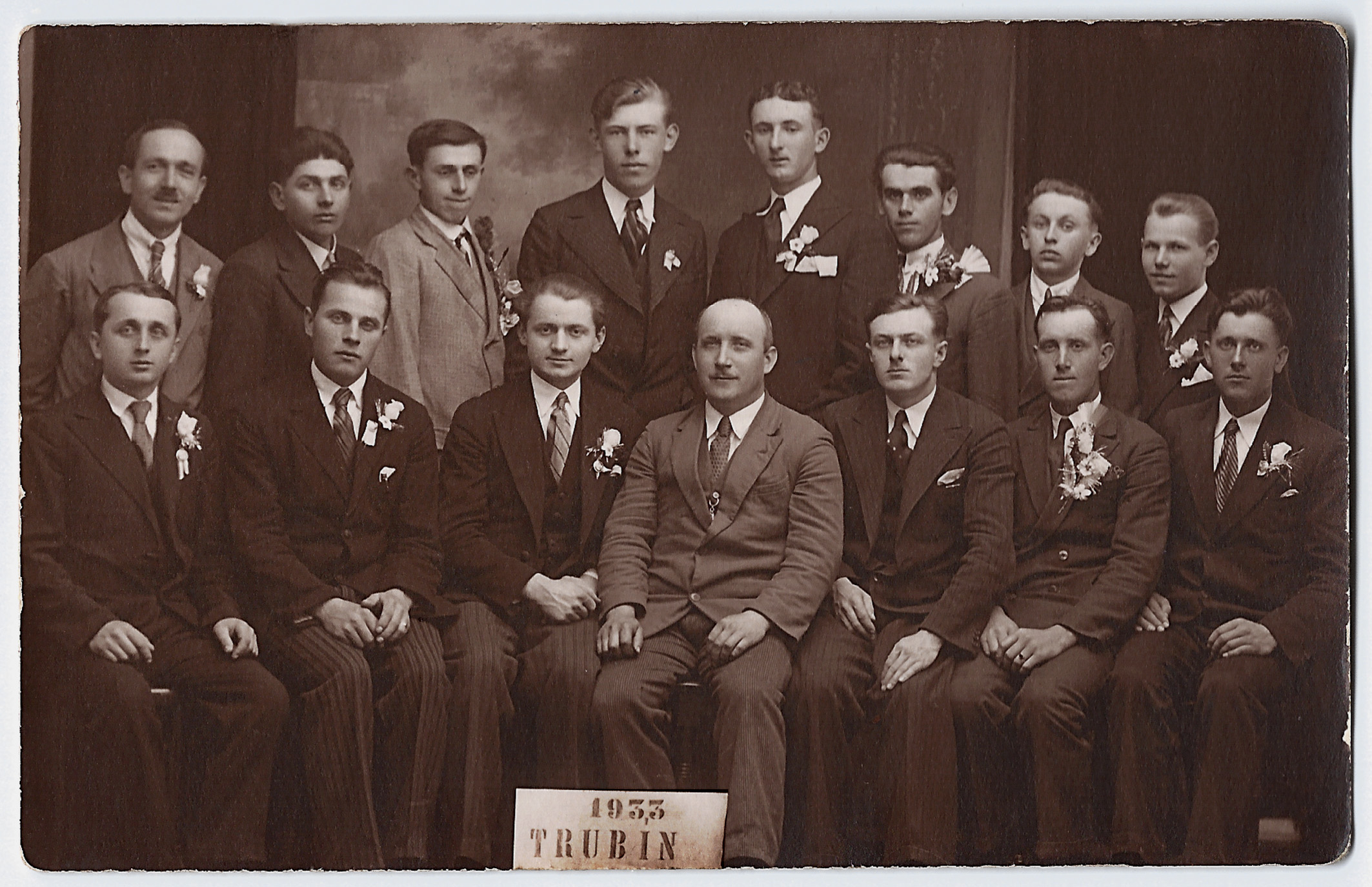
Místní branci z obce Trubín, společná fotografie 1933

Je členem mikroregionu Hudlicko. V roce 2018 bylo v obci uspořádáno místní referendum o znovupřipojení ke Královu Dvoru, které ale občané odmítli většinou 182 hlasů oproti 74 pro připojení.
V období kolektivizace zde vzniklo Jednotné zemědělské družstvo, působí zde sbor dobrovolných hasičů. V jižní části katastrálního území probíhá developerským způsobem nová výstavba (U staré cihelny). Územní plán vymezuje pro novou výstavbu plochy, které by v případě plného využití mohly zvýšit počet obyvatel obce až na čtyřnásobek, na cca 850.

## Obyvatelstvo
| Rok            | 1869 | 1880 | 1890 | 1900 | 1910 | 1921 | 1930 | 1950 | 1961 | 1970 | 1980 | 1991 | 2001 | 2011 | 2021 |
| -------------- | ---- | ---- | ---- | ---- | ---- | ---- | ---- | ---- | ---- | ---- | ---- | ---- | ---- | ---- | ---- |
| Počet obyvatel | 222  | 231  | 232  | 323  | 379  | 368  | 336  | 283  | 236  | 203  | 180  | 201  | 204  | 355  | 578  |
| Počet domů     | 27   | 27   | 27   | 34   | 45   | 50   | 58   | 71   | 68   | 68   | 63   | 76   | 80   | 124  | 199  |

## Obecní správa

### Územněsprávní začlenění
Dějiny územněsprávního začleňování zahrnují období od roku 1850 do současnosti. V chronologickém přehledu je uvedena územně administrativní příslušnost obce v roce, kdy ke změně došlo:
- 1850 země česká, kraj Praha, politický okres Smíchov, soudní okres Beroun[10]
- 1855 země česká, kraj Praha, soudní okres Beroun
- 1868 země česká, politický okres Hořovice, soudní okres Beroun
- 1936 země česká, politický i soudní okres Beroun[11]
- 1939 země česká, Oberlandrat Kolín, politický i soudní okres Beroun[12]
- 1942 země česká, Oberlandrat Praha, politický i soudní okres Beroun[13]
- 1945 země česká, správní i soudní okres Beroun[14]
- 1949 Pražský kraj, okres Beroun[15]
- 1960 Středočeský kraj, okres Beroun[5]
- 1976 Středočeský kraj, okres Beroun, město Králův Dvůr
- k 1. lednu 1980 Středočeský kraj, okres Beroun, město Beroun[16]
- k 24. listopadu 1990 Středočeský kraj, okres Beroun[16]
- 2003 Středočeský kraj, okres Beroun, obec s rozšířenou působností Beroun

### Obecní symboly
Znak a vlajka byly obci uděleny rozhodnutím předsedkyně Poslanecké sněmovny Parlamentu České republiky dne 4. října 2012.

## Doprava
Přes obec prochází silnice III/2363. Ve vzdálenosti 1,5 kilometru lze najet na silnici II/605 Praha – Beroun – Žebrák – Plzeň a na souběžnou dálnici D5 s exitem 22 (Beroun-západ). Na opačné straně ve Svaté se silnice III/2363 napojuje ve vzdálenosti tří kilometrů na silnici II/236 v úseku Zdice – Roztoky u Křivoklátu.
V roce 2011 obci zastavovala autobusová linka SID C24 Beroun–Skryje (v pracovních dnech 2 spoje[zdroj⁠?!]) (dopravce PROBO BUS, a. s.). O víkendu byla obec bez dopravní obsluhy.[zdroj⁠?!] V roce 2019 na lince v pracovních dnech jezdí 8 a půl párů spojů (o prázdninách o pár méně) a o víkendových dnech tří páry spojů, vesměs přejíždějících jako přímé spoje z linky 210002 (linka B MHD Beroun a Králův Dvůr) od Nižboru nebo naopak, tedy na trase Nižbor – Svatá, přičemž místní dopravce se transformoval ve společnost Arriva Střední Čechy.
Většina autobusových spojů spojuje Trubín s uzlovým železničním nádražím Beroun.